# Duchcov (zámek)
Duchcov je zámek ve stejnojmenném městě v Ústeckém kraji. Nachází se na západní straně náměstí Republiky a v jeho areálu stojí také kostel Zvěstování Panny Marie.
Předchůdcem zámku bývala gotická tvrz. Patřila Kaplířům ze Sulevic, ale roku 1527 ji koupili Lobkovicové. Václav Popel z Lobkovic ji poté nechal renesančně přestavět. Dochovaná podoba zámku je výsledkem řady barokních přestaveb realizovaných příslušníky rodu Valdštejnů, kteří zámek vlastnili až do roku 1912. Ve dvacátém století zámecký areál sloužil různým institucím, ale postupně byl upraven pro kulturní účely a zpřístupněn návštěvníkům.
Zámek je ve vlastnictví státu (správu zajišťuje Národní památkový ústav) a je přístupný veřejnosti. Od roku 1964 je chráněn jako kulturní památka.

## Historie

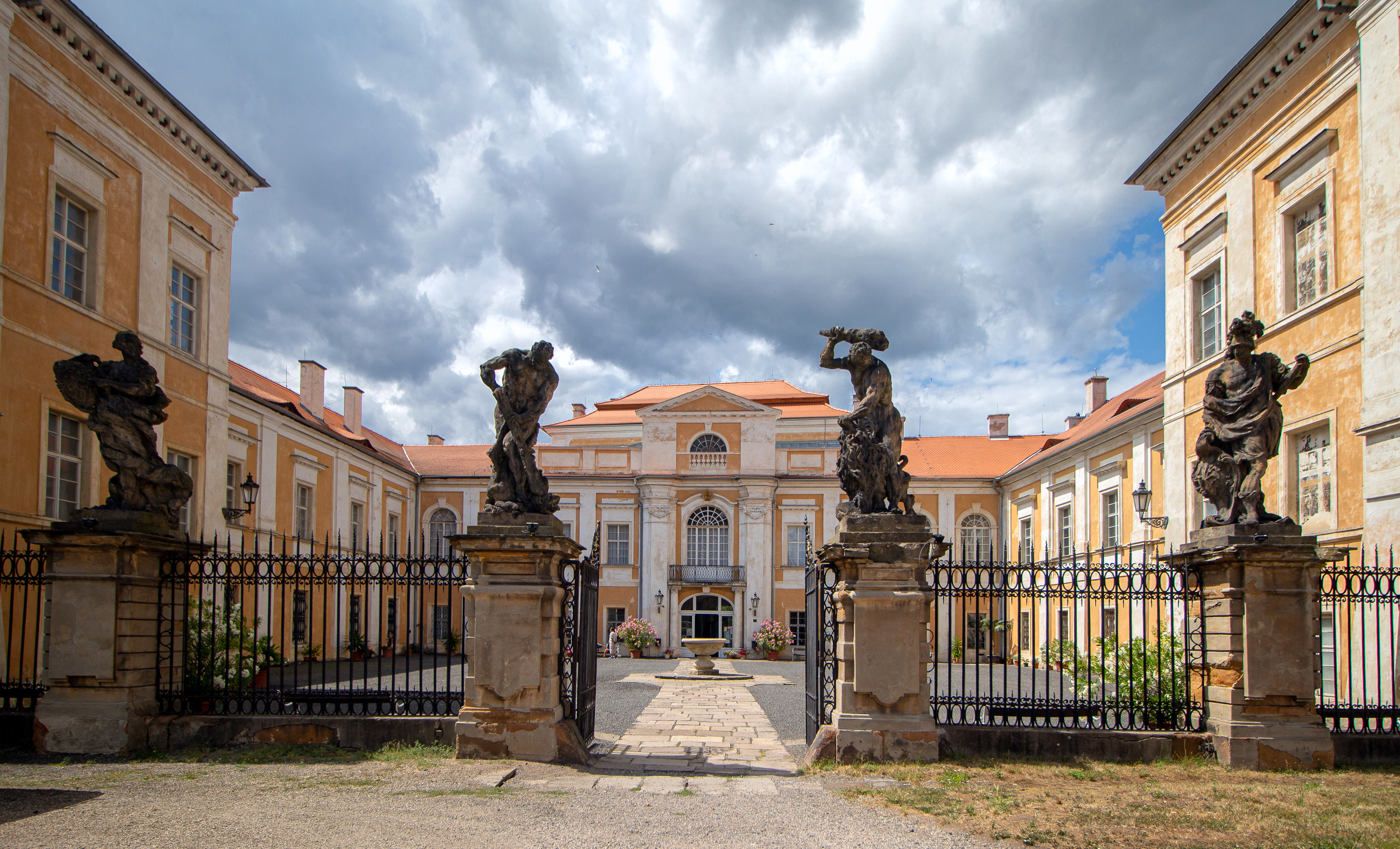
Vstupní brána

Předchůdcem zámku bývala ve čtrnáctém století tvrz, poprvé připomínaná v roce 1385. Bývala součástí jednoho z duchcovských statků, jehož majitelé měli manské povinnosti k rýzmburskému panství. Sídlem duchcovské vrchnosti se stala až koncem patnáctého století.
Stará tvrz v roce 1425 vyhořela. Roku 1473 Duchcov získali Kaplířové ze Sulevic, z nichž Pavel Kaplíř v sousedství spáleniště založil novou tvrz, která se od roku 1491 stala panským sídlem a centrem duchcovského panství. Po Pavlovi se pánem statku stal Purkart Kaplíř ze Sulevic, který jej spravoval jménem ostatních bratrů. Poslední příslušníkem jejich rodu v Duchcově se stal Jan Kaplíř ze Sulevic, který panství v roce 1527 prodal za 19 600 kop míšeňských grošů Děpoltu Popelovi z Lobkovic. Jemu král Ferdinand I. Duchcov osvobodil z lenního závazku a městečko s tvrzí připadlo Václavu Popelovi z Lobkovic.

### Lobkovicové

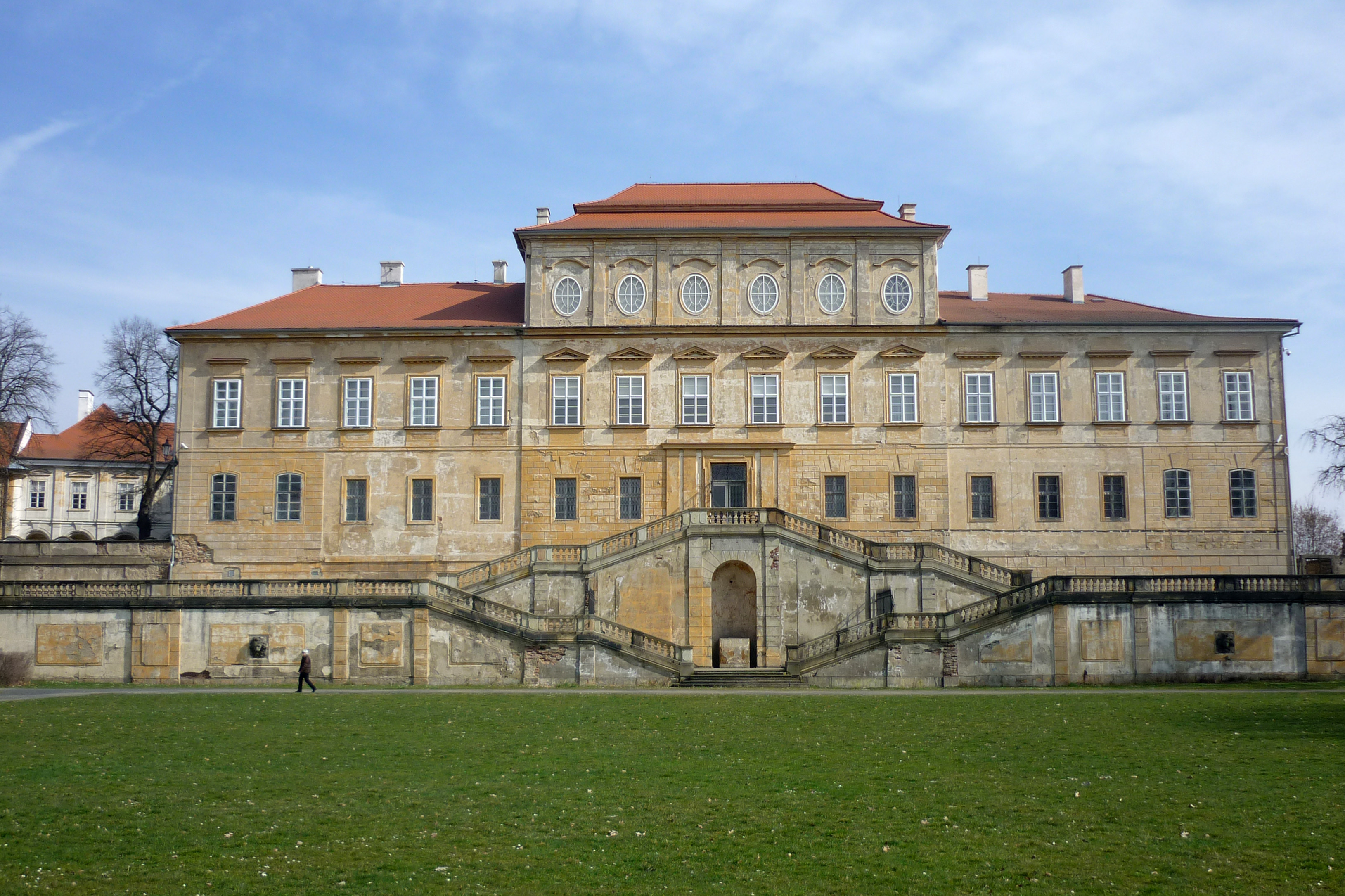
Zahradní průčelí

Václav Popel z Lobkovic nechal starou gotickou tvrz renesančně přestavět. Druhou přestavbu zahájil v roce 1570 podle plánů architekta Ulrica Aostalliho de Sala. Stavbu řídil italský polír Filip. Václav na zámku sídlil až do své smrti v roce 1574, kdy po něm panství zdědili synové Jiří, Adam, Jan Václav a Matouš Děpolt Popelové z Lobkovic. Panství za ně v době jejich nezletilosti nejprve spravovala vdova Benigna z Veitmile a od roku 1583 Jiří. Bratři se brzy rozdělili o majetek. Duchcov připadl Jiřímu, který jej vlastnil až do své smrti, po které jeho majetek zdědil Adam Havel. Ten zapsal svým sestrám Barboře a Anně podíl na duchcovském zámku a několika vesnicích ve výši 7 500 kop grošů každé.
Adam Havel Popel z Lobkovic zemřel v roce 1606. Poručníkem jeho nezletilého syna Václava Viléma se stal strýc Jan Václav Popel z Lobkovic. Duchcov přesto dále spravovaly Barbora s Annou a Václavu Vilémovi jej předaly až roku 1612. Václav Vilém zemřel okolo roku 1625, ale panství přešlo už v roce 1621 na jeho syna Františka Josefa, který dosáhl plnoletosti teprve v roce 1635, kdy byl povýšen do stavu říšských hrabat. František Josef se stal posledním Lobkovicem v Duchcově. Brzy zemřel a zámek odkázal manželce Polyxeně Marii z Talmberka, která se v roce 1642 znovu provdala za hraběte Maxmiliána z Valdštejna.

### Valdštejnové

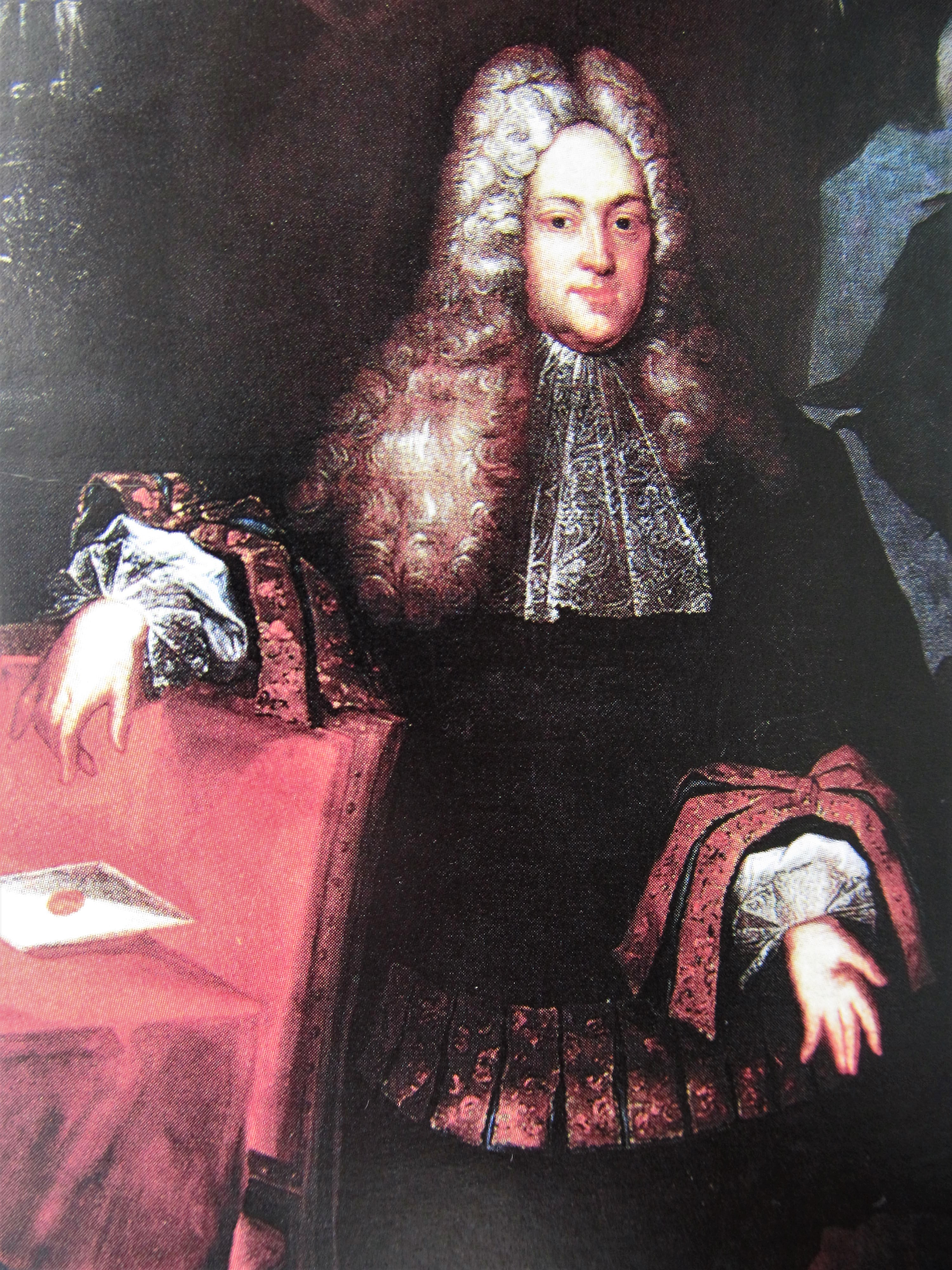
Jan Josef z Valdštejna

Hrabě Maxmilián zemřel roku 1655 a Duchcov dostal syn Jan Bedřich z Valdštejna, který ze svých studií v Římě přivedl do Čech architekta Jana Baptistu Matheye. Ten pro Jana Bedřicha navrhl barokní přestavbu zámku, jejíž realizace probíhala od roku 1675 do dvacátých let osmnáctého století. Bezdětný Jan Bedřich spojil litvínovské a duchcovské panství do fideikomisu, jehož univerzálním dědicem se stal prasynovec Jan Josef z Valdštejna. V letech 1694–1707 za něj panství spravoval jeho otec Arnošt Josef, který nechal v těsném sousedství zámku podle plánů Marka Antonína Canevalla postavit kostel Zvěstování Panny Marie a snad také tzv. biliárové (též casanovské) křídlo. Fresku ve velkém sále v té době namaloval Václav Vavřinec Reiner a autorem sochařské výzdoby byl Matyáš Bernard Braun.
Ani Jan Josef neměl mužské potomky, takže panství po něm v roce 1731 zdědil synovec František Josef Jiří. Po smrti manželky Josefy vstoupil do kapucínského kláštera a Duchcov od roku 1760 spravoval jeho syn Emanuel Filibert z Valdštejna. Po něm zámek od roku 1775 převzal syn Josef Karel z Valdštejna. Všichni tři nástupci Jana Josefa z Valdštejna tvrdě vymáhali poddanské povinnosti. Sami však vedli nákladný životní styl, a aby nahradili škody a ztráty způsobené během sedmileté války, rozšiřovali rodové podniky a nedbali na životní podmínky poddaných, jejichž povinnosti dále navyšovali.
Josef Karel provedl poslední barokní úpravy ve slavnostním sálu a přistavěl spojovací trakt mezi severním křídlem a konírnou. Od roku 1785 na zámku působil jako knihovník Giacomo Casanova. Za Josefa Karla zámek navštívili také Friedrich Schiller (1791), Johann Wolfgang von Goethe nebo Ludwig van Beethoven. V roce 1813 zámek navštívil ruský car Alexandr I., jeho bratr Konstantin, král Fridrich Vilém, Klemens Wenzel von Metternich, Josef Václav Radecký z Radče a další osobnosti, které v Teplicích jednali v rámci své koalice proti Napoleonovi.

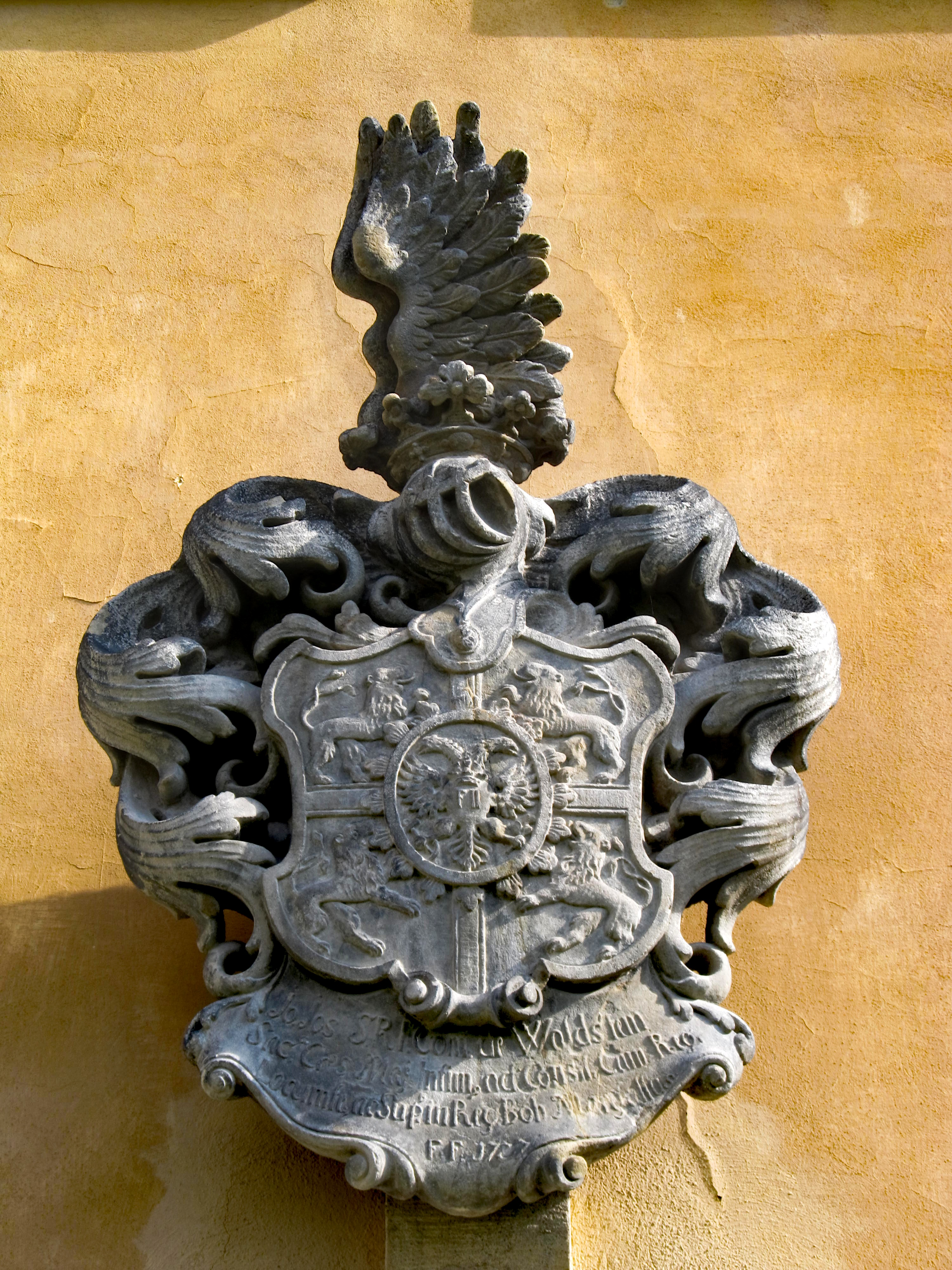
Valdštejnský erb na zámecké zdi

Roku 1814 Duchcov převzal František Adam z Valdštejna a v letech 1814–1818 nechal zámek upravit v klasicistním stylu. Mimo jiné byly zbořeny budovy u náměstí a na jejich místě byla postavena kovaná brána. Na zámku se v té době nacházela rozsáhlá galerie, která obsahovala 400 maleb a sedm tisíc rytin. František Adam zde také založil muzeum se sbírkami přírodnin, výrobků uměleckých řemesel, antických váz a zbrojnicí. Od roku 1816 byl budován rozsáhlý anglický park.
Novým majitelem Duchcova se roku 1823 stal Jiří Josef z Valdštejna, ale po jeho smrti jej o dva roky později vystřídal syn Antonín z Valdštejna. V roce 1835 se v Teplicích konal kongres panovníků, jehož součástí se stala vojenská přehlídka v Duchcově, během níž na zámku bydleli vysoce postavení hosté. Podobná přehlídka na počest cara Mikuláše I. proběhla také v roce 1838.
V roce 1848 se majitelem panství stal hrabě Jiří z Valdštejna a po jeho smrti v roce 1854 statek spravovala jeho manželka Antonie, rozená Boudová. Jejich syn hrabě Jiří Vilém z Valdštejna se oženil s Pascalinou, princeznou z rodu Metternich-Winnenburgů, dcerou Pauliny Metternich-Sándorové a Richarda Klemense z Metternichu. Po jeho smrti v roce 1890 probíhaly mezi příbuznými dlouhé spory o majetek, až nakonec v roce 1894 připadl synovci Jiřímu Janovi z Valdštejna, jehož smrtí v roce 1901 vymřela duchcovská větev rodu Valdštejnů. Duchcovský zámek tak zdědil Arnošt Karel (1849–1913) z mnichovohradišťské větve. V roce 1912 jej vystřídal jeho nevlastní bratr Adolf Arnošt z Valdštejna (1868–1930), který se stal posledním šlechtickým majitelem zámku.

### Novodobé dějiny
| Rok  | Počet návštěvníků |
| ---- | ----------------- |
| 2015 | 12 223            |
| 2016 | 15 184            |
| 2017 | 13 832            |

K rozsáhlému duchcovskému panství patřilo na začátku dvacátého století deset hospodářských dvorů s dvěma tisíci hektary zemědělské půdy, přes sedm tisíc hektarů lesů, pivovary, hnědouhelné doly a manufaktura. Během pozemkové reformy byl v roce 1920 tento majetek zkonfiskován a samotný zámek koupil o dva roky později okresní úřad v Duchcově. Knihovna s archivem byly poté přestěhovány do Mnichova Hradiště a galerie do Doks. Po druhé světové válce v zámku sídlilo několik institucí, ale od šedesátých let dvacátého století začaly postupné rekonstrukce interiérů, který od té doby sloužily kulturním účelům. Uměleckoprůmyslové museum v nich zřídilo expozici historického nábytku. Doplnilo je několik obrazů z bývalé valdštejnské galerie (významné obrazy Podobizna chlapce v rudém šatě od Lucase Cranacha a Adonis a Venuše od Bartoloměje Sprangera). V části spojovaném s Giacomem Casanovou byl otevřen jeho památník, část zámku sloužila jako expozice dějin města a dělnického hnutí na Duchcovsku. 
Součástí zámeckého areálu byl špitál s kaplí Nanebevzetí Panny Marie, který byl zbořen v roce 1958. V letech 1973–1982 byl v zámeckém parku postaven pavilon ve stylu nového brutalismu s prvky kubismu podle návrhu Jana Sokola z roku 1966, do nějž byla přemístěna fresku Nanebevzetí Panny Marie od V. V. Reinera ze špitální kaple.
Od roku 2000 byly zpřístupněny nové expozice věnované Giacomu Casanovovi, v roce 2011 byla otevřena expozice valdštejnského zámeckého muzea a obrazárna v západním a severním křídle. V letech 2007–2013 proběhly rekonstrukce střech a restaurátorské práce v pianu nobile jižního křídla, v jehož přízemí se od roku 2016 nachází výstava Okouzleni antikou Ústavu pro klasickou archeologii Filozofické fakulty Univerzity Karlovy.
V první polovině září 2008 se na zámku natáčela scéna filmu Jindřich IV.

## Stavební podoba

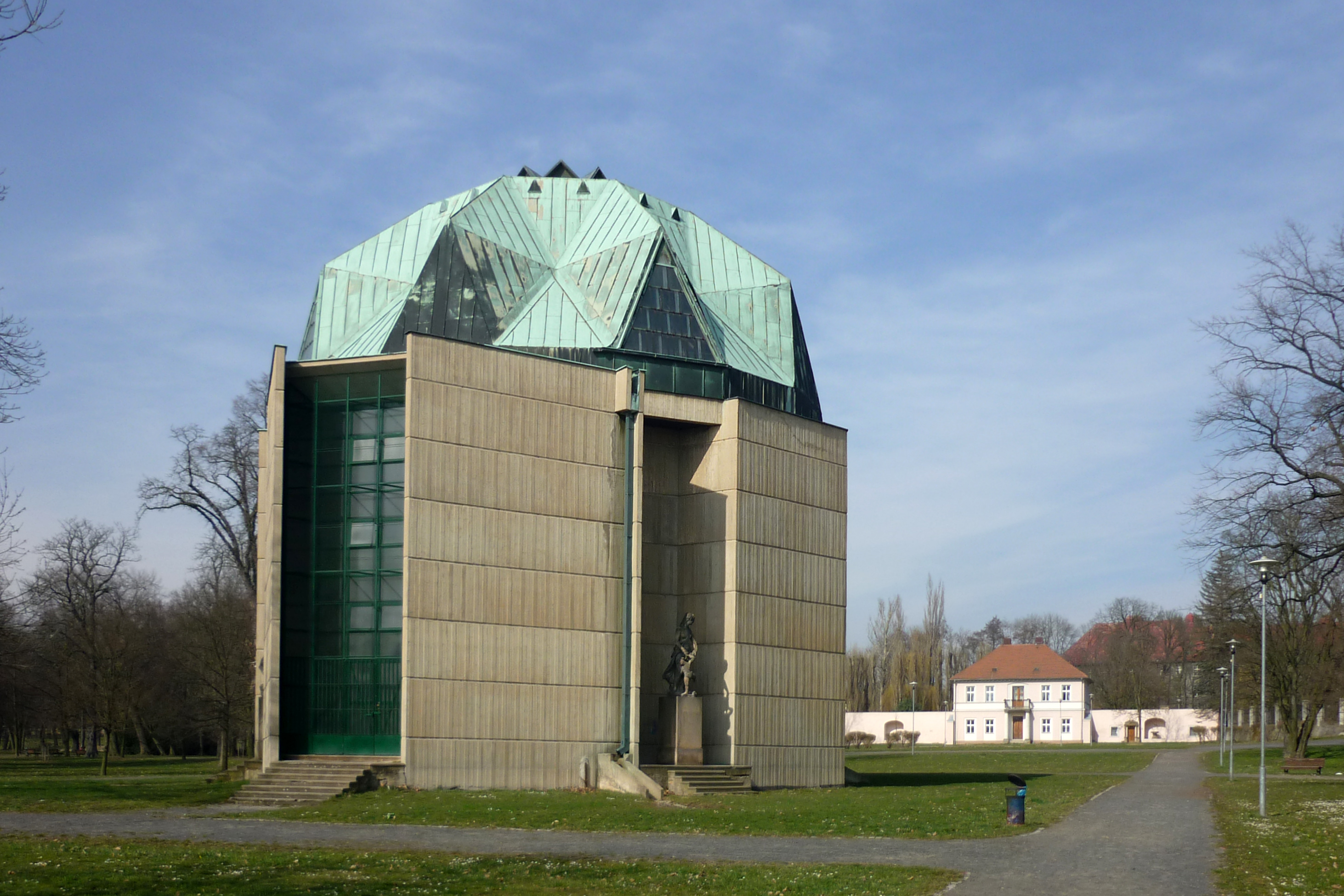
Pavilon Reinerovy fresky

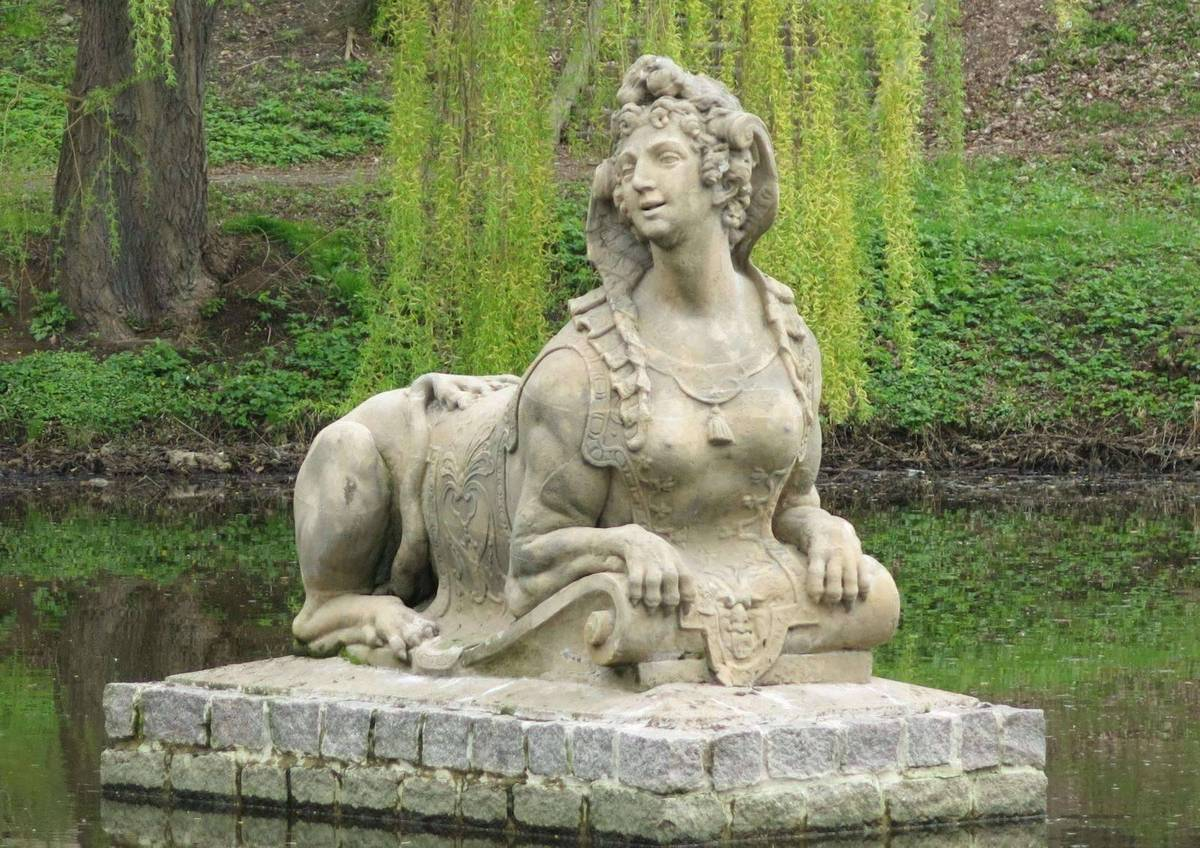
Jedna ze sfing ve Sfingovém rybníku

Gotické zdivo nejasného stáří se dochovalo ve sklepích bočních křídel hlavní zámecké budovy a v obvodové zdi severního křídla. Zeď silná až 170 centimetrů je fragmentem paláce, který byl postaven kolmo k městské hradbě. Podobně se v prostoru západního křídla dochovaly zdi a klenby renesanční tvrze.
V dochované podobě má zámecká budova tři křídla postavená okolo čestného dvora, jehož čtvrtou stranu uzavírá brána s čtveřicí mytologických soch od Matyáše Bernarda Brauna (Minerva, Mars, dvě zpodobnění Herkula). V raně barokní fázi byla postavena také jízdárna a k ní přilehlá budova. Průčelí hlavní budovy obrácené do čestného dvora převyšuje mělký rizalit zakončený trojúhelníkovým štítem. V něm se nachází vstupní portál lemovaný dvojicí sloupů, které podpírají balkón. Boční křídla se k hlavní budově napojují v pravém úhlu a na opačných koncích je zakončují předstupující třípodlažní věže. V severním průčelí obráceném do zahrady se nachází pavilónový nástavec a terasa se čtyřramenným schodištěm lemovaným kuželkovou balustrádou.
Jižní stranu vnějšího nádvoří zaujímá kostel Zvěstování Panny Marie dokončený roku 1722 a naproti němu stojí tzv. biliárové křídlo. Za Jana Josefa z Valdštejna byly provedeny vrcholně barokní úpravy. Budovy v areálu tehdy doplnil, později odstraněný, špitál s kaplí Nanebevzetí Panny Marie, které navrhl Octavio Broggio, a byly upraveny interiéry. Uměleckou výzdobu zhotovili, kromě Matyáše Bernarda Brauna, sochař Ferdinand Maxmilián Brokoff a malíř Václav Vavřinec Reiner, který je autorem nástropní fresky Jindřich z Valdštejna přivádí Přemyslu Otakarovi II. roku 1254 svých čtyřiadvacet synů. Předlohou pro malbu byla rytina D. Wussina podle kresby Karla Škréty.
Francouzský park založený v roce 1722 podle návrhu Jana Ferdinanda Schora byl částečně poškozen těžební činností. Z původní výzdoby se dochovaly dvě sfingy a socha Siléna a Aurory. Od roku 1816 budovaný anglický park obsahoval dlouhou alej, která zdánlivě pokračovala průsekem na krušnohorské hoře Stropník.